# フレキシティ・ウィーン
フレキシティ・ウィーン（Flexity Wien）は、ドイツ・ベルリンに本社を置く鉄道車両メーカーのボンバルディア・トランスポーテーションが展開する路面電車車両ブランド。元はオーストリアのウィーン市電向けに開発された車種である。

## 開発までの経緯
オーストリアの首都・ウィーンを走るウィーン市電には、1998年から2017年まで長期に渡って"ULF"と呼ばれる超低床電車の導入が行われていた。これはウィーン市の歴史的建造物保護当局からの要望に基づき、連接面に車軸が存在しない独立台車式1軸台車を搭載し、車輪の外側に主電動機（誘導電動機）を設置する事で床上高さを220 mmまで下げた車両で、ウィーン市電には合計227両が導入された。2013年、このULFに続くウィーン市電の超低床電車に関する入札が実施され、ULFを展開していたシーメンスとウィーンに路面電車車両の製造拠点を有するボンバルディア・トランスポーテーションが参加した結果、翌2014年にウィーン市電を運営するウィーン市交通局（Wiener Linien）はボンバルディアを選択し、2015年9月に119両 + オプション37両の製造および保守に関する5億6,000万ユーロ分の契約を結んだ。これに基づき、ウィーン市電向けの車両として開発が実施されたのがフレキシティ・ウィーンである。

## 概要
フレキシティ・ウィーンの設計の基になったのは、ドイツ・ベルリン（ベルリン市電）向けに開発されたフレキシティ・ベルリンおよびその技術の基礎となったアドトランツの超低床電車・インチェントロである。これらの車両は車軸を持たない独立車輪式台車を使用しているのが特徴で、主電動機（誘導電動機）は小型のものが台車の外側に設置されている。フレキシティ・ウィーンはこれらの車種から主電動機の小型化やサスペンションの改良が実施され、重量が軽減されている。編成は片運転台式の5車体連接式で、幅1,300 mmの両開き式の乗降扉は前方・後方車体に1箇所、中間のフローティング車体に2箇所、合計6箇所存在する。
床上高さは乗降扉付近が215 mmである一方、車内はフローティング車体が280 mm、台車が設置されている車体が350 mmとULFよりも高くなっているが、これらは緩やかなスロープによって接続されているため段差は存在しない。車内には2箇所の車椅子スペースに加えてベビーカー利用客や大きい荷物を有する乗客が利用可能なフリースペースも存在しており、これらの箇所には折り畳み座席が8席分設置されている。また、ウィーンの猛暑に対応するため冷暖房双方に対応した空調も完備されている。車内照明はエネルギー効率が良いLEDが用いられる。

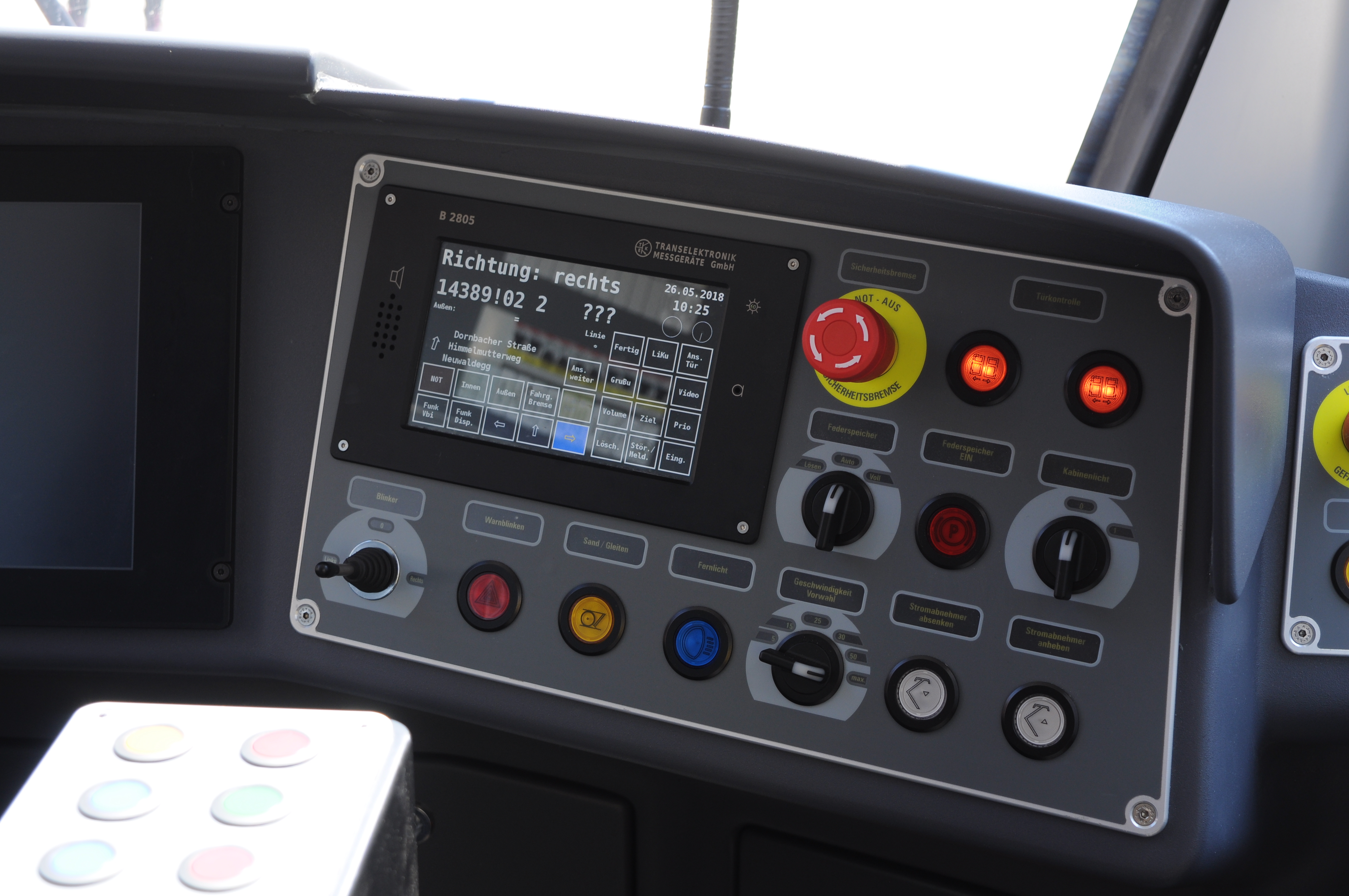
運転台
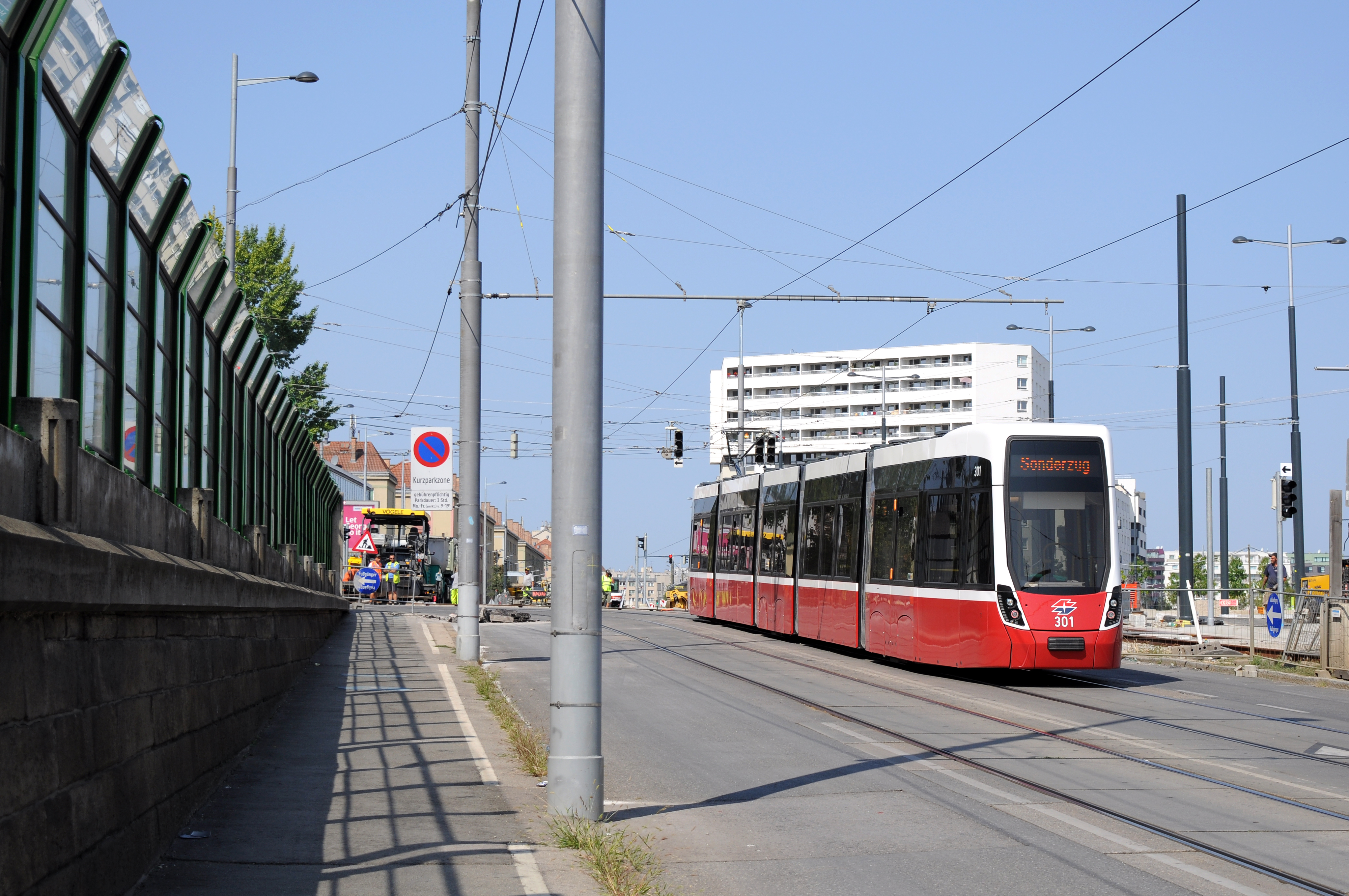
後方車体には運転台が存在しない

## 運用

### ウィーン
ウィーン市電向け車両は2018年から製造が始まり、同年12月6日から営業運転に投入された。翌2019年までは67号線のみの限定運用であったが、車両の増備に伴い同年9月以降は6号線、11号線など他の系統での運行も行われている。2020年3月には機器の不調のため一時的に全車運行を離脱したが、ボンバルディアが製造した新造機器との交換が実施された事で早期に復帰している。
2024年7月時点で81両が導入されており、発注分の119両は2025年までに製造を完了する予定である。また、2024年には今後の延伸も見据える形で27両の追加発注が行われており、これらは2026年までに納入される事になっている。これにより、長年に渡って使用されていた高床式車両（E1形、E2形）は全車引退する事になっている。

### グラーツ

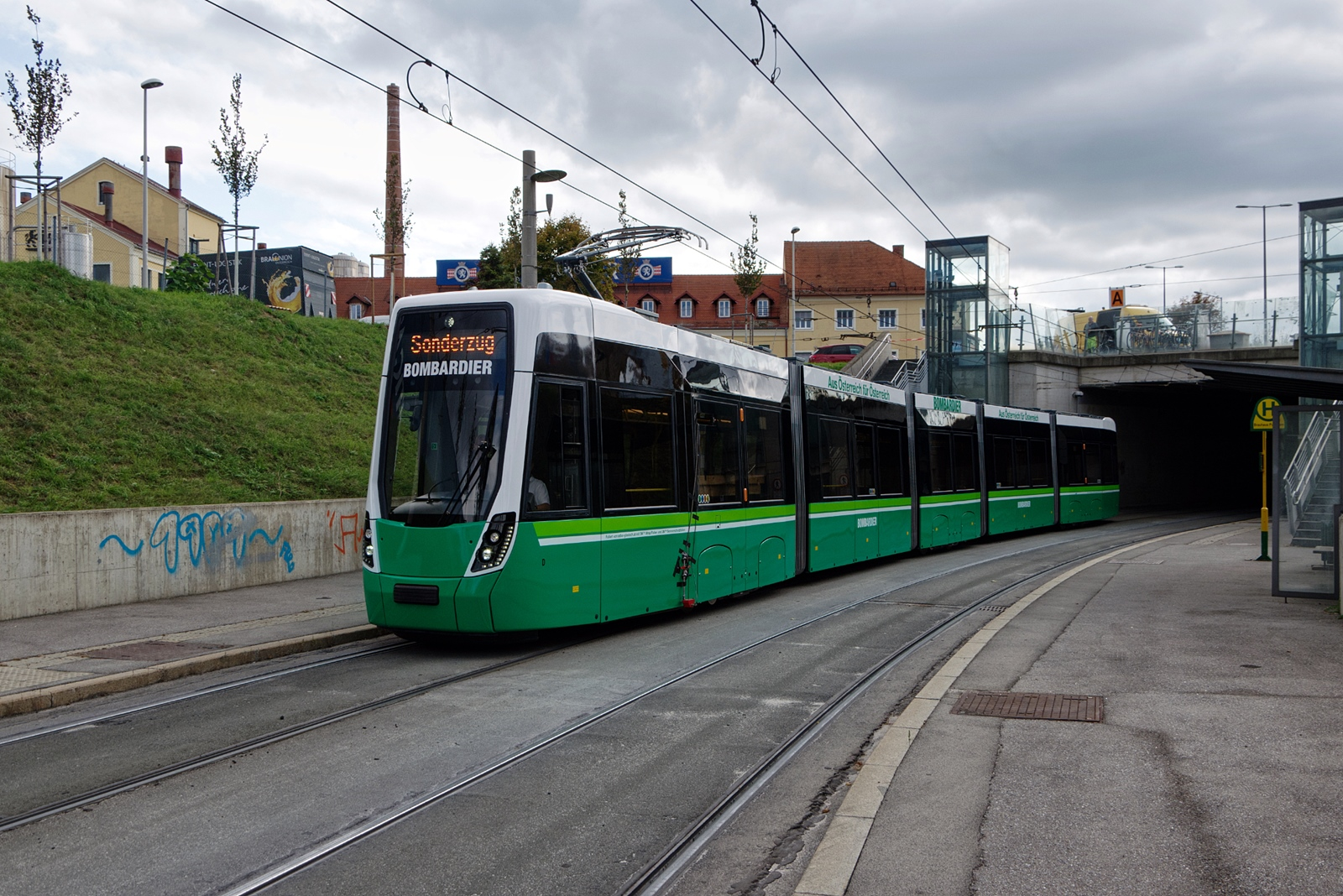
グラーツ市電でデモンストレーション走行を実施したフレキシティ・ウィーン（2019年撮影）

2023年5月、ボンバルディア・トランスポーテーションを吸収したアルストムは、オーストリア・グラーツのグラーツ市電向けの新型車両の受注を獲得した。これは旧型電車の置き換えを目的としたもので、全長33.8 m、重量43.5 tの諸元が発表されている。導入は2024年から始まり15両が生産されることが確定している他に、40両分のオプション分の契約も実施されている。そして、これに合わせてグラーツ市電の車庫の改装も行われることになっている。
また、それ以前の2019年10月15日から同月末まで、受注獲得を目的としてウィーン市電向け車両のデモンストレーション走行が行われており、その間の塗装はラッピングにより緑色を基調としたものに変更されている。